# Comitê Internacional de Ciências Históricas

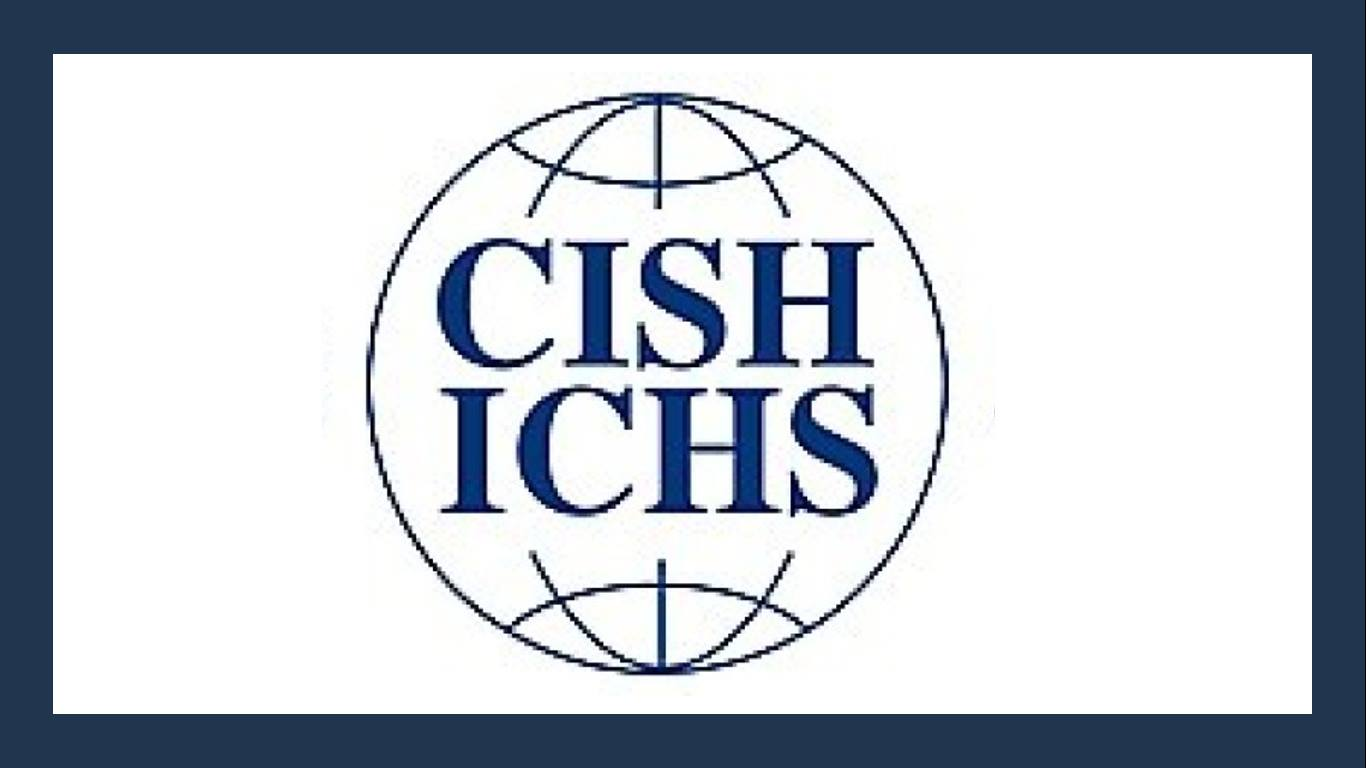
Comitê Internacional de Ciências Históricas

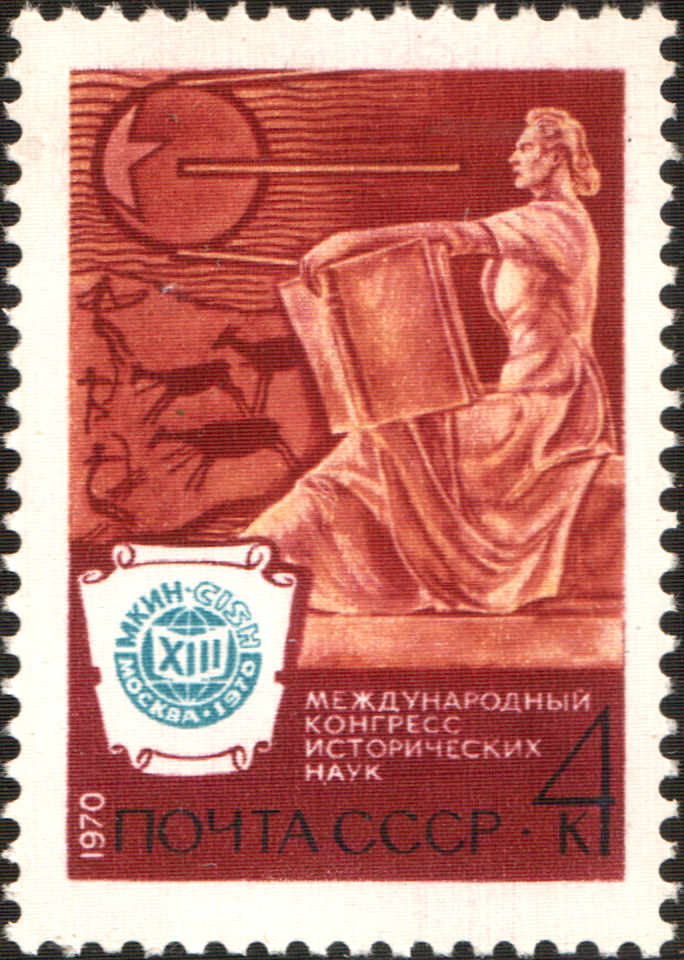
13º congresso CISH em Moscou em 1970 em selo postal da União Soviética

O Comitê Internacional de Ciências Históricas, no original International Committee of Historical Sciences / Comité international des Sciences historiques (ICHS / CISH) é a associação internacional de estudos históricos . Foi estabelecido como uma organização não-governamental em Genebra em 14 de maio de 1926. É composto por comitês nacionais e organizações internacionais afiliadas comprometidas com a pesquisa e a publicação acadêmica em todas as áreas de estudo histórico. Existem atualmente 51 comitês nacionais e 30 associações internacionais membros da CISH.
A sua atividade principal é a organização de uma conferência internacional, o "Congresso Internacional de Ciências Históricas", conhecido em inglês como "International Congress of Historical Sciences".
O Congresso mais recente (22ª) ocorreu em agosto de 2015 em Jinan (China). O 23º Congresso estava previsto para junho de 2020 em Poznan (Polônia), mas foi adiado por causa da Pandemia de Covid 19. a
A atual diretoria é composta por Andrea Giardina(Instituto italiano di scienze umane Palazzo Strozzi) como presidente, Eliana Dutra (Universidade Federal de Minas Gerais) e W. (Pim) den Boer (História da Cultura Européia, Universidade de Amsterdã) como vice-presidentes, Catherine Horel (Centro national de la recherche scientifique, Université Paris 1 Panthéon-Sorbonne) como secretário geral, Laurent Tissot (Université de Neuchâtel, Institut d'histoire) como tesoureiro, Joel Harrington (Vanderbilt University), Krzysztof Makowski (University of Poznan), Matthias Middell ( Universidade de Leipzig, Instituto de Estudos Globais e Europeus), Jie-Hyun Lim (Departamento de História, College of Humanities), Lorina Repina (Academia Russa de Ciências), TAO, Wenzhao (Instituto de Estudos Americanos, Academia Chinesa de Ciências Sociais) como membros ordinários, Pascal Cauchy (Institut d'Etudes Politique de Paris) como secretário executivo e Marjatta Hietala (Universidade de Tampere) como presidente honorária.

## Prêmio Internacional de História
O Comitê concede o Prêmio Internacional de História ao "historiador que se destacou no campo da história por seus trabalhos, publicações ou ensino e contribuiu significativamente para o desenvolvimento do conhecimento histórico". Os premiados desde a criação do prêmio em 2015 são:
- 2015 -  Serge Gruzinski (École des hautes études en sciences sociales e CNRS).[5]
- 2016 -  Gábor Klaniczay [en] (Universidade Centro-Europeia).[6]
- 2022 -  Sanjay Subrahmanyam (UCLA e Collège de France).[7]
- 2024 -  Laura de Mello e Souza (Sorbonne Université).[8][9]